# Орнет Колман
Рандолф Денърд Орнет Колман (на английски: Randolph Denard Ornette Coleman) е американски саксофонист, цигулар, тромпетист и композитор. Той е един от основните дейци на движението фрий джаз от 60-те години.
Тембърът му е лесно разпознаваем: острият, тъжовен звук намира своето вдъхновение от блус музиката. Албумът му Sound Grammar печели награда Пулицър за музика за 2007 г.

## Биография
Колман е роден и израсъл във Форт Уърт, Тексас. Ходи на училище в Ай Ем Теръл Хай Скул, където е в училищния бенд, докато не го изключват, тъй като импровизира по време на Вашингтонския пост. Започва да прави ритъм енд блус и бибоп изпълнения на тенор саксофона и организира група, Джем Джайвърс, с колеги студенти, сред които Принц Лаша и Чарлз Мофет. Търсейки начин да избяга от родния си град, той намира работа през 1949 г. с пътуващия спектакъл Сайлъс Грийн Фром Ню Орлънс, а после с концертиращи ритъм енд блус спектакли. След представление в Батън Руж е нападнат, а саксофонът му унищожен.
Преминава към алто саксофона, който остава основния му инструмент, с който свири първо в Ню Орлънс след случката в Батън Руж. След това се включва в групата на Пий Уий Крейтън и пътува с тях до Лос Анджелис. Работи различни работи, включително като асансьорен техник, докато същевременно продължава да се занимава с музика.
Още от началото на кариерата му музиката и стилът му са по много начини неортодоксални. Подходът му към хармонията и акордната последователност е много по-гъвкав, отколкото при бибоп изпълнителите; той се интересува от това да свири така, както чува, а не да се пригажда към предопределени куплетни структури и хармонии. Неговият суров, силно вокализиран стил и склонност да свири „в пукнатините“ на гамата кара мнозина джаз музиканти от Лос Анджелис да смятат свиренето му за несинхронизирано. Понякога среща затруднения при намирането на музиканти със сходен манталитет, с които да изпълнява. Въпреки това пианистът Пол Блей е ранен негов поддръжник и музикален сътрудник.

## Признание и награди
- Down Beat Jazz Hall of Fame, 1969
- Стипендия „Макартър“, 1994
- Praemium Imperiale, 2001
- Награда „Дороти и Лилиан Гиш“, 2004[8]
- Почетен докторат по музика, Колеж за музика „Бъркли“, 2006[9]
- Награда „Грами“ за цялостно творчество, 2007
- Награда „Пулицър“ в раздел „Музика“, 2007[5]
- Награда „Майлс Дейвис“, Международен джаз фестивал в Монреал, 2009[10]
- Почетен докторат на Градския университет на Ню Йорк, 2008[11][12]
- Почетен докторат по музика, Мичигански университет, 2010[13]